# Біленьківська селищна рада
Біленьківська се́лищна ра́да — колишній орган місцевого самоврядування у складі Краматорської міської ради Донецької області. Адміністративний центр — селище міського типу Біленьке. Ліквідована 18 липня 2020 року, приєднана до Краматорської міської громади.

## Загальні відомості
- Населення ради: 9763 особи (станом на 2017 рік),

## Населені пункти
Селищній раді підпорядковані населені пункти:
- смт Біленьке
- с-ще Василівська Пустош

## Склад ради
Рада складається з 26 депутатів та голови.
- Голова ради: Нікулочкін Ігор Вячеславович
- Секретар ради: Макаренко Олена Василівна

### Керівний склад попередніх скликань
| ПІБ                           | Основні відомості                                                        | Дата обрання | Дата звільнення |
| ----------------------------- | ------------------------------------------------------------------------ | ------------ | --------------- |
| Нікулочкін Ігор В'ячеславович | Селищний голова, 1948 року народження, член Партії регіонів              | 26.03.2006   | 31.10.2010      |
| Нікулочкін Ігор Вячеславович  | Селищний голова, 1948 року народження, освіта вища, член Партії регіонів | 31.10.2010   |                 |

Примітка: таблиця складена за даними джерела

### Депутати
За результатами місцевих виборів 2015 року :
- Кількість депутатських мандатів у раді: 26
- Кількість депутатських мандатів, отриманих кандидатами у депутати за результатами виборів: 26
- Кількість депутатських мандатів у раді, що залишаються вакантними: 0

#### За суб'єктами висування
| Суб'єкт висування | Кількість обраних депутатів | %    |
| ----------------- | --------------------------- | ---- |
| Партія регіонів   | 25                          | 92,6 |
| Самовисування     | 2                           | 7,4  |

#### За округами
| № округу        | Прізвище, ім'я, по батькові      | Дата визнання обраним | Освіта                    | Партійна приналежність | Відомості про обраного депутата                                  |
| --------------- | -------------------------------- | --------------------- | ------------------------- | ---------------------- | ---------------------------------------------------------------- |
| Партія регіонів |                                  |                       |                           |                        |                                                                  |
| 1               | Кравченко Віра Василівна         | 02.11.2010            | Освіта вища               | позапартійна           | Біленьківська селищна рада, інспектор                            |
| 2               | Гармаш Віктор Іванович           | 02.11.2010            | Освіта вища               | позапартійний          | ТОВ «Енерготехнології», інженер-конструктор                      |
| 3               | Василига Віктор Петрович         | 02.11.2010            | Освіта середня            | позапартійний          | пенсіонер                                                        |
| 4               | Макаренко Олена Василівна        | 02.11.2010            | Освіта вища               | позапартійна           | тимчасово не працює                                              |
| 5               | Скачко Віталій Олександрович     | 02.11.2010            | Освіта вища               | член Партії регіонів   | «Крамаш-проект», директор                                        |
| 7               | Сміщенко Володимир Миколайович   | 02.11.2010            | Освіта вища               | позапартійний          | Станція швидкої допомоги, головний лікар                         |
| 8               | Валавіна Тамара Михайлівна       | 02.11.2010            | Освіта вища               | позапартійна           | загальноосвітня школа № 26, директор                             |
| 10              | Безкоровайна Любов Миронівна     | 02.11.2010            | Освіта середня            | позапартійна           | Біленьківська селищна рада, секретар                             |
| 11              | Макаренко Світлана Володимирівна | 02.11.2010            | Освіта вища               | позапартійна           | тимчасово не працює                                              |
| 12              | Трутень Володимир Іванович       | 02.11.2010            | Освіта середня            | позапартійний          | підприємець                                                      |
| 13              | Півень Ігор Максимович           | 02.11.2010            | Освіта вища               | позапартійний          | Міська лікарня № 3, лікар-рентгенолог                            |
| 15              | Рипаленко Ірина Володимирівна    | 02.11.2010            | Освіта вища               | позапартійна           | пенсіонер                                                        |
| 16              | Тарасенко Ольга Миколаївна       | 02.11.2010            | Освіта вища               | позапартійна           | Біленьківська селищна рада, бухгалтер                            |
| 17              | Пащенко Віктор Миколайович       | 02.11.2010            | Освіта середня спеціальна | позапартійний          | підприємець                                                      |
| 18              | Циганко Валентина Григорівна     | 02.11.2010            | Освіта середня спеціальна | позапартійна           | пенсіонер                                                        |
| 19              | Млява Зоя Митрофанівна           | 02.11.2010            | Освіта середня спеціальна | позапартійна           | пенсіонер                                                        |
| 20              | Люлька Артем Геннадійович        | 02.11.2010            | Освіта вища               | член Партії регіонів   | КП «Архікат», головний бухгалтер                                 |
| 21              | Сав'юк Костянтин Володимирович   | 02.11.2010            | Освіта вища               | позапартійний          | підприємець                                                      |
| 22              | Бондаренко Євген Володимирович   | 02.11.2010            | Освіта вища               | член Партії регіонів   | ЗАТ «Новокраматорський машинобудівний завод», майстер            |
| 23              | Сахно Валентина Омелянівна       | 02.11.2010            | Освіта вища               | позапартійна           | підприємець                                                      |
| 24              | Ткаченко Володимир Якович        | 02.11.2010            | Освіта вища               | член Партії регіонів   | ЗАТ «Новокраматорський машинобудівний завод», начальник дільниці |
| 25              | Дрозд Володимир Іванович         | 02.11.2010            | Освіта вища               | позапартійний          | ТОВ «Укрторгбуд», головний інженер                               |
| 27              | Марфола Ольга Михайлівна         | 02.11.2010            | Освіта вища               | позапартійна           | загальноосвітня школа № 10, вчитель                              |
| 28              | Ломака Валентина Іванівна        | 02.11.2010            | Освіта середня            | позапартійна           | Біленківська селищна рада, головний бухгалтер                    |
| 29              | Гордієнко Тамара Дмитрівна       | 02.11.2010            | Освіта вища               | позапартійна           | пенсіонер                                                        |
| Самовисування   |                                  |                       |                           |                        |                                                                  |
| 9               | Жахалов Володимир Григорович     | 02.11.2010            | Освіта вища               | позапартійний          | Торговий дім АТЗТ «Астрон», начальник транспортного відділу      |
| 14              | Жукова Ганна Валеріївна          | 02.11.2010            | Освіта середня            | позапартійна           | тимчасово не працює                                              |